# شهرداری رویا
شهرداری رؤیا (به لاتین: Roja Municipality) یک شهرداری در لتونی است. شهرداری رؤیا ۶٬۲۷۱ نفر جمعیت دارد.